# Florian Reichert
Florian Reichert (* 10. Februar 1982 in Hannover) ist ein deutscher Langstrecken- und Ultramarathonläufer.

## Leben
Florian Reichert ist in Barsinghausen aufgewachsen und studierte die Fächer Englisch, Spanisch und Sport auf Lehramt an der Georg-August-Universität Göttingen. Vor seiner Leichtathletik-Karriere ab 1994/95 spielte er Fußball, Volleyball und Tischtennis im Verein sowie Inline-Hockey. Mit dem Laufen hat er eine Sportart gefunden, bei der er „selbst und alleine für Erfolg oder Misserfolg verantwortlich“ ist. Bereits im Schulsport war er ohne Training schneller als seine Mitschüler.
Zunächst fokussiert auf Bahn- und Straßenlauf, kam er über Crossläufe und das Training im Wald und am Berg zum Trailrunning und über den Ecco-Indoor-Trail zum Skyrunning. Mehrmals lief er über die 1500 m bei den deutschen Jugendmeisterschaften in den Endlauf; 2009 gewann er die Halbmarathonwertung beim Swiss Alpine Marathon mit neuem Streckenrekord. Bei den Skyrunning World Championships beim Marathon du Mont Blanc 2014 erreichte er den neunten Platz. Florian Reichert ist Streckenrekordhalter und Rekordsieger der Brocken-Challenge – Winter-Wohltätigkeits-Ultramarathon und laut Norddeutschem Rundfunk härtesten Rennen des Nordens – sowie als Mitglied des ausrichtenden Vereins ASFM Göttingen auch in die Organisation dieses Landschaftslaufes eingebunden.
Bei den 5. IAU-Weltmeisterschaften im Ultratrail 2015 in Annecy (FRA) über 84 km war er erstmals international mit dem deutschen Nationalteam vertreten, kam jedoch nicht über einen 58. Platz hinaus. Besser lief für ihn im selben Jahr die 12. Berglauf-Weltmeisterschaften über die Langdistanz im Rahmen des Zermatt-Marathons (CHE), bei der er als zweitbester Deutscher den 13. Platz und in der Mannschaftswertung zusammen mit Thomas Kühlmann und Moritz auf der Heide den vierten Platz erreichte.
2016 startete Florian Reichert wieder bei der IAU-Weltmeisterschaft im Ultratrail (85 km). Im portugiesischen Nationalpark Peneda-Gerês kam er mit dem 22. Platz erneut als zweitbester Deutscher ins Ziel und gewann in der Mannschaftswertung zusammen mit Stephan Hugenschmidt und Martin Schedler die Bronzemedaille. 2016 gewann er zudem die deutschen Meisterschaften im Ultratrail (65 km). Bei den Berglauf-Weltmeisterschaften (Langdistanz) 2017 im italienischen Premana (32 km) lief Florian Reichert auf den 23. Platz und erreichte mit der deutschen Mannschaft (Thomas Kühlmann und Marcel Krieghoff) den achten Platz.
Im Folgejahr 2018 bei den 15. Berglauf-Weltmeisterschaften über die Langdistanz im polnischen Karpacz (36,2 km) kam er in der Einzelwertung auf den 14. Platz, in der Mannschaftswertung (mit Sebastian Hallmann und Hannes Namberger) auf den siebten Platz. 2019 qualifizierte sich Florian Reichert ebenfalls für die Berglauf-Weltmeisterschaften Langdistanz, erlitt jedoch vier Wochen vor der WM einen Bänderriss im Sprunggelenk und beendete den Wettkampf im argentinischen Villa La Angostura auf dem 40. Platz. In der Mannschaftswertung erreichte er mit Moritz auf der Heide und Benedikt Hoffmann den 8. Platz.
Im Juni 2023 siegte er im Rahmen des Zugspitz Ultratrail beim Mittenwald Trail über 45 Kilometer und 1.920 Höhenmeter – nur eine Woche nachdem er bei den Berg- und Traillauf-Weltmeisterschaften 2023 auf der Long Trail Distanz aufgeben musste.
Florian Reichert lebte bis zu seinem Umzug nach Bayern in Göttingen und unterrichtete am Theodor-Heuss-Gymnasium. Er war bis 2018 zusammen mit Monique Siegel Athletensprecher der deutschen Bergläufer.

## Persönliche Bestzeiten
- 3000 m: 9:03,63 min, 12. Mai 2010, Buxtehude
- 5000 m: 14:50,05 min
- 10.000 m: 32:02,58 min, 12. Mai 2012, Kassel
- 10-km-Straßenlauf: 30:52 min, 12. September 2009, Otterndorf
- Halbmarathon: 1:09:09 h, 9. April 2017, Hannover
- Marathon: 2:26:14 h, 14. Oktober 2012, München

## Persönliche Erfolge
| Datum/Jahr    | Rang | Wettbewerb                 | Austragungsort          | Distanz | Zeit     | Bemerkung                                                |
| ------------- | ---- | -------------------------- | ----------------------- | ------- | -------- | -------------------------------------------------------- |
| 12. Sep. 2020 | 3    | Mayrhofen Ultraks          | Mayrhofen               | 50 km   | 05:33:59 | Mayrhofen Ultraks Zillertal Long (3.200 Hm)              |
| 15. Aug. 2020 | 1    | Gebirgsmarathon Immenstadt | Immenstadt im Allgäu    | 31 km   | 03:47:22 | erster bayerischer Berglauf 2020 (3.050 Hm)              |
| 8. Aug. 2020  | 2    | Pitz Alpine Glacier Trail  | St. Leonhard im Pitztal | 44 km   | 05:28:28 | P45-Glacier Trail, höchster Marathon der Alpen (2.800 m) |
| 8. Feb. 2020  | 1    | Brocken-Challenge          | Göttingen – Brocken     | 80 km   | 06:41:00 | XVII. Brocken-Challenge – die schlammige (1.900 Hm)      |

| Datum/Jahr    | Rang | Wettbewerb                               | Austragungsort           | Distanz | Zeit     | Bemerkung                                               |
| ------------- | ---- | ---------------------------------------- | ------------------------ | ------- | -------- | ------------------------------------------------------- |
| 16. Nov. 2019 | 40   | Berglauf-Weltmeisterschaften Langdistanz | Villa La Angostura       | 41,5 km | 03:49:33 | 16. Berglauf-Weltmeisterschaften Langdistanz (2.184 Hm) |
| 6. Okt. 2019  | 1    | CMP Trail                                | Bassano del Grappa       | 43 km   | 03:39:50 | 4. CMP Trail (2.300 Hm); Streckenrekord                 |
| 15. Juni 2019 | 1    | Zugspitz Ultratrail                      | Leutasch – Grainau       | 63,6 km | 06:04:59 | Supertrail (2.965 Hm)                                   |
| 2. Juni 2019  | 15   | Zegama-Aizkorri                          | Zegama                   | 42,2 km | 04:15:59 | XVIII. Zegama-Aizkorri Mendi Maratoia (5.470 Hm)        |
| 19. Mai 2019  | 1    | Göttinger Frühjahrs-Volkslauf            | Göttingen                | 10 km   | 00:33:22 | 33. Göttinger Frühjahrs-Volkslauf                       |
| 11. Mai 2019  | 9    | Transvulcania                            | Fuencaliente – Tazacorte | 73 km   | 08:04:10 | Skyrunner World Series 2019 – SuperSky Race (4.350 Hm)  |
| 9. Feb. 2019  | 1    | Brocken-Challenge                        | Göttingen – Brocken      | 81 km   | 07:01:00 | XVI. Brocken-Challenge – die unberechenbare (1.900 Hm)  |
| 12. Jan. 2019 | 1    | Art O’Neill Challenge                    | Dublin – Glenmalure      | 53 km   | 04:51:06 | Streckenrekord (1.500 Hm)                               |

| Datum/Jahr    | Rang | Wettbewerb               | Austragungsort      | Distanz | Zeit     | Bemerkung                                                       |
| ------------- | ---- | ------------------------ | ------------------- | ------- | -------- | --------------------------------------------------------------- |
| 26. Aug. 2018 | 50   | Trofeo Kima              | Val Masino          | 52 km   | 08:40:57 | La Grande Corsa Sul Sentiero Roma (4.200 Hm)                    |
| 28. Juli 2018 | 1    | Großglockner Ultra-Trail | Kals – Kaprun       | 50 km   | 04:37:14 | Kalser Tauern Trail (2.000 Hm)                                  |
| 14. Juli 2018 | 2    | Silvrettarun             | Ischgl – Galtür     | 42,2 km | 03:25:05 | 7. Silvrettarun 3000 (1.814 Hm)                                 |
| 24. Juni 2018 | 14   | Ultramarathon Górski     | Karpacz             | 36,2 km | 02:49:54 | 15. Berglauf-Weltmeisterschaften Langdistanz (2.110 Hm)         |
| 27. Mai 2018  | 15   | Zegama-Aizkorri          | Zegama              | 42,2 km | 04:13:23 | Skyrunner World Series 2018 – SkyRace Series (5.470 Hm)         |
| 12. Mai 2018  | 1    | Lichtenstein Trail       | Lichtenstein        | 22 km   | 01:48:10 | 1. inoffizielle Deutsche Meisterschaft Trailmarathon (1.050 Hm) |
| 28. Apr. 2018 | 1    | Alpine Trailrun Festival | Innsbruck           | 42 km   | 03:12:53 | Innsbruck Alpine Trailrun Festival 2018 (IATF18; K42 Marathon)  |
| 10. Feb. 2018 | 1    | Brocken-Challenge        | Göttingen – Brocken | 80 km   | 06:48:00 | XV. Brocken-Challenge – die sanfte (1.900 Hm)                   |
| 6. Jan. 2018  | 1    | La Corsa della Bora      | Pesek – Sistiana    | 57 km   | 05:07:05 | S1 Trail La Corsa della Bora (etwa 2.500 Hm)                    |

| Datum/Jahr    | Rang | Wettbewerb                 | Austragungsort      | Distanz    | Zeit     | Bemerkung                                                  |
| ------------- | ---- | -------------------------- | ------------------- | ---------- | -------- | ---------------------------------------------------------- |
| 2. Dez. 2017  | 1    | Twistesee-Adventsmarathon  | Bad Arolsen         | 42,2 km    | 02:53:28 | 35. Twistesee Adventsmarathon (etwa 700 Hm)                |
| 2. Sep. 2017  | 2    | Brockenlauf                | Ilsenburg (Harz)    | 26,2 km    | 01:41:40 | 47. Brockenlauf (890 Hm)                                   |
| 7. Mai 2017   | 1    | Bilstein-Marathon          | Witzenhausen        | 42 km      | 02:53:25 | Bilstein-Marathon 42 (1.100 Hm); Streckenrekord            |
| 22. Apr. 2017 | 1    | Madeira Island Ultra Trail | Monte – Machico     | 41,2 km    | 03:24:21 | Marathon MIUT (1.750 Hm)                                   |
| 9. Apr. 2017  | 30   | Hannover-Marathon          | Hannover            | 21,0975 km | 01:09:03 | Deutsche Meisterschaften Halbmarathon 2017                 |
| 11. Feb. 2017 | 1    | Brocken-Challenge          | Göttingen – Brocken | 80 km      | 06:52:00 | XIV. Brocken-Challenge – die abwechslungsreiche (1.900 Hm) |

| Datum/Jahr    | Rang | Wettbewerb        | Austragungsort           | Distanz | Zeit     | Bemerkung                                               |
| ------------- | ---- | ----------------- | ------------------------ | ------- | -------- | ------------------------------------------------------- |
| 20. Nov. 2016 | 26   | Darmstadt-Cross   | Darmstadt                | 9 km    | 00:31:25 | Deutschen Hochschulmeisterschaften Crosslauf            |
| 26. Aug. 2016 | 34   | Trofeo Kima       | Val Masino               | 52 km   | 08:11:15 | La Grande Corsa Sul Sentiero Roma (4.200 Hm)            |
| 7. Mai 2016   | 13   | Transvulcania     | Fuencaliente – Tazacorte | 73 km   | 07:50:16 | Skyrunner World Series 2016 – Ultra Series (4.350 Hm)   |
| 17. Apr. 2016 | 1    | Bilstein-Marathon | Witzenhausen             | 65 km   | 04:29:03 | Deutsche Meisterschaften (DUV) im Ultratrail (1.750 Hm) |
| 13. Feb. 2016 | 1    | Brocken-Challenge | Göttingen – Brocken      | 80 km   | 06:52:00 | XIII. Brocken-Challenge – die traumhafte 2.0 (1.900 Hm) |

| Datum/Jahr    | Rang | Wettbewerb        | Austragungsort           | Distanz | Zeit     | Bemerkung                                                          |
| ------------- | ---- | ----------------- | ------------------------ | ------- | -------- | ------------------------------------------------------------------ |
| 22. Aug. 2015 | 15   | Skyline Scotland  | Kinlochleven             | 51 km   | 08:45:36 | Salomon Glen Coe Skyline (4.750 Hm)                                |
| 2. Aug. 2015  | 31   | Tromsø Skyrace    | Tromsø                   | 45 km   | 08:47:04 | Hamperokken Skyrace                                                |
| 4. Juli 2015  | 13   | Zermatt-Marathon  | St. Niklaus – Riffelberg | 42,2 km | 03:18:26 | Berglauf-Weltmeisterschaften Langdistanz 2015 (1.944 Hm)           |
| 30. Mai 2015  | 58   | Maxi-Race France  | Lac d’Annecy             | 84 km   | 10:16:24 | 5. IAU Trail WC Annecy; 4. La Maxi Race du Lac d’Annecy            |
| 17. Mai 2015  | 20   | Zegama-Aizkorri   | Zegama                   | 42,2 km | 04:18:51 | Skyrunner World Series 2015 – SkyRace Series (5.470 Hm)            |
| 26. Apr. 2015 | 1    | Hermannslauf      | Detmold – Bielefeld      | 31,1 km | 01:46:24 | 44. Hermannslauf (515 Hm)                                          |
| 14. Feb. 2015 | 1    | Brocken-Challenge | Göttingen – Brocken      | 80,5 km | 06:33:00 | XII. Brocken-Challenge – die traumhafte (1.900 Hm); Streckenrekord |

| Datum/Jahr    | Rang | Wettbewerb        | Austragungsort      | Distanz | Zeit     | Bemerkung                                          |
| ------------- | ---- | ----------------- | ------------------- | ------- | -------- | -------------------------------------------------- |
| 11. Okt. 2014 | 18   | Limone Extreme    | Limone sul Garda    | 29 km   | 02:33:01 | Skyrunner World Series 2014 – SkyRace Series       |
| 10. Aug. 2014 | 28   | Sierre-Zinal      | Sierre – Zinal      | 31 km   | 02:52:12 | Skyrunner World Series 2014 – SkyRace Series       |
| 25. Mai 2014  | 24   | Zegama-Aizkorri   | Zegama              | 42,2 km | 04:17:28 | Skyrunner World Series 2014 – SkyRace Series       |
| 27. Apr. 2014 | 2    | Hermannslauf      | Detmold – Bielefeld | 31,1 km | 01:50:38 | 43. Hermannslauf (515 Hm)                          |
| 8. Feb. 2014  | 1    | Brocken-Challenge | Göttingen – Brocken | 80 km   | 06:44:00 | XI. Brocken-Challenge – die superlative (1.900 Hm) |

| Datum/Jahr    | Rang | Wettbewerb                | Austragungsort      | Distanz | Zeit     | Bemerkung                                                          |
| ------------- | ---- | ------------------------- | ------------------- | ------- | -------- | ------------------------------------------------------------------ |
| 13. Okt. 2013 | 28   | Limone Extreme            | Limone sul Garda    | 29 km   | 02:34:58 | Skyrunner World Series 2013 –– SkyRace Series                      |
| 11. Okt. 2013 | 23   | Grèste de la Mughéra      | Limone sul Garda    | 3,7 km  | 00:43:07 | Skyrunner World Series 2013 – Vertical Kilometer Series (1.080 Hm) |
| 29. Sep. 2013 | 17   | Hochfellnberglauf         | Bergen (Chiemgau)   | 8,9 km  | 00:47:53 | Deutsche Meisterschaften Berglauf 2013 (1.074 Hm)                  |
| 24. Aug. 2013 | 66   | Matterhorn Ultraks        | Zermatt             | 46 km   | 06:51:58 | 1. Matterhorn Ultraks                                              |
| 30. Juni 2013 | 9    | Marathon du Mont-Blanc    | Chamonix – Planpraz | 42 km   | 03:55:45 | Skyrunner World Series 2013 – SkyRace Series                       |
| 28. Juni 2013 | 12   | KM Vertical du Mont-Blanc | Chamonix – Planpraz | 3,8 km  | 00:38:02 | Skyrunner World Series 2013 – Vertical Kilometer Series (1.000 Hm) |
| 26. Mai 2013  | 33   | Zegama-Aizkorri           | Zegama              | 42,2 km | 04:31:04 | Skyrunner World Series 2013 – SkyRace Series                       |

| Datum/Jahr    | Rang | Wettbewerb            | Austragungsort      | Distanz   | Zeit     | Bemerkung                                                         |
| ------------- | ---- | --------------------- | ------------------- | --------- | -------- | ----------------------------------------------------------------- |
| 14. Okt. 2012 | 8    | München-Marathon      | München             | 42,195 km | 02:26:13 | Deutsche Meisterschaften Marathon 2012; einziger Straßen-Marathon |
| 28. Juli 2012 | 2    | Swiss Alpine Marathon | Klosters – Davos    | 21,1 km   | 01:28:50 | K21: 21,1 km + 750 m / – 260 m                                    |
| 29. Apr. 2012 | 2    | Hermannslauf          | Detmold – Bielefeld | 31,1 km   | 01:48:54 | 41. Hermannslauf (515 Hm)                                         |
| 31. Juli 2010 | 3    | Swiss Alpine Marathon | Klosters – Davos    | 21,1 km   | 01:22:54 | K21: 21,1 km + 750 m / – 260 m                                    |
| 25. Juli 2010 | 5    | Karwendel-Berglauf    | Mittenwald          |           | 00:43:45 | 10. Karwendel-Berglauf (Ersatzstrecke zum Kranzberg)              |
| 25. Juli 2009 | 1    | Swiss Alpine Marathon | Klosters – Davos    | 21,1 km   | 01:19:22 | K21: 21,1 km + 750 m / – 260 m; Streckenrekord                    |